# Robert Holmes (skladatelj)
Robert Holmes je američki skladatelj. Iako je u najmanju ruku zaslužan za glazbu čutu u nekoliko drugih računalnih igri, najbolje je poznat po skladanju glazbe Gabriel Knight serijala avanturističkih igri. Neki od njegovih nezaboravnih uradka mogu se naći u drugom dijelu serijala, za koji je skladao cijelu operu. Holmes ima kćer iz prijašnje i oženjen je za Jane Jensen, stvoriteljicu i dizajnericu aklamirane trilogije.

## Dodatni linkovi
- IMDBov unos za Roberta Holmesa